# Palicourea fuchsioides
Palicourea fuchsioides är en måreväxtart som beskrevs av Charlotte M. Taylor. Palicourea fuchsioides ingår i släktet Palicourea och familjen måreväxter. IUCN kategoriserar arten globalt som starkt hotad.
Artens utbredningsområde är Ecuador. Inga underarter finns listade i Catalogue of Life.